# Pseudophryne raveni
A Pseudophryne raveni a kétéltűek (Amphibia) osztályának békák (Anura) rendjébe, a Myobatrachidae családba, azon belül a Pseudophryne nembe tartozó faj.

## Előfordulása
Ausztrália endemikus faja. Queensland állam délkeleti részén, valamint a szomsédos Új-Dél-Wales északi részén honos.

## Nevének eredete
A faj nevét Robert John Raven ausztrál arachnológus tiszteletére kapta.

## Megjelenése
Apró termetű békafaj, testhossza elérheti a 3 cm-t. Háta rézszínű vagy vöröses-szürke, apró fekete pettyekkel vagy foltokkal. Pofája csúcsától ágyékáig egy fekete csík húzódik, amely alatt oldala és feje gyakran szürke, fehér és fekete pöttyökkel tarkított, a hát színétől világosan elkülönülő. A hasa fekete-fehér márványos mintázatú. Pupillája vízszintes elhelyezkedésű, a szivárványhártya felső felében aranyszínű, alsó felében sötétbarna. A karok és a lábak felső felülete vörös, alsó felülete szürke vagy fekete. Ujjai között nincs úszóhártya, ujjai végén nincsenek korongok.

## Életmódja
Ez a faj a mocsarakkal szemben az eláztatott területeket és a forrásokat kedveli. A párzási időszak szeptembertől márciusig tart, eső után szaporodik. Hívása egy elnyújtott recsegő hang, amely felgyorsul és magas, éles hangon végződik. A Pseudophryne ravenit a hosszú hangú hívása jól megkülönbözteti a többi Pseudophryne-fajtól.
A petéket a szárazföldön, nedves avar, sziklák, fatörzsek és sásrétek alatti beszivárgásokban rakja le. A fészket a hím őrzi, csakúgy mint a többi Pseudophryne faj esetében. Az ebihalak akár 2,5 cm hosszúak is lehetnek, és sötétbarna vagy világosbarna-arany színűek. A fészek elárasztása után kerülnek a vízbe. Nem ismeretes, hogy mennyi idő alatt fejlődnek békává. Tavasztól őszig, eső után szaporodik.

## Természetvédelmi helyzete
A vörös lista a nem fenyegetett fajok között tartja nyilván. Több természetvédelmi területen is megtalálható.